# ورزشگاه بوروس آرنا
ورزشگاه بوروس آرنا (به سوئدی: Borås Arena) یک ورزشگاه در سوئد است که در بخش بوروس واقع شده‌است.